# Ирбит
Ирбит (рус. Ирби́т) град је у Свердловској области у Русији. Налази се на око 203 километара од Јекатеринбургa возом или 250 километара аутомоблилом. 2004. Ирбит је имао 46000 становника.

## Историја
Основан је 1631. године, а градски статус стиче 1775. године.
У 18. и 19. веку Ирбитски сајам је био важан за трговину сибирским крзнима и кинеским чајем.

## Култура
Ирбитски државни музеј финих уметности има бројна важна дела, укључујући дела славних европских уметника. Посебно је занимљива збирка гравира. У својој збирици има дела италијанских, низоземских, фламанских, немачких, итд. уметника, као и домаћих, руских, стваралаца.
У граду постоји 200 година старо позориште.

## Мотоцикли
Музеј мотоцикала је изграђен са циљем да промовише мотоцикле Урал, који су се добро продавали на Западу. Данас, међутим, ова фабрика производи само 2000 мотоцикала годишње, док се у совјетско доба производило неколико стотина хиљада. У то доба хиљаде људи је долазило на Ирбитску изложбу мотоцикала.

## Привреда
У совјетско доба, град је имао преко 50.000 становника. Већина их је радило у фабрици мотоцикала. Има и других фабрика: лекова и стакла, на пример.

## Становништво
Према прелиминарним подацима са пописа, у граду је 2010. живело становника, (%) више него 2002.
| 1939.  | 1959.  | 1970.  | 1979.  | 1989.  | 2002.  | 2010.  |
| ------ | ------ | ------ | ------ | ------ | ------ | ------ |
| 25.832 | 45.275 | 49.289 | 51.329 | 51.708 | 43.318 | 38.352 |